# Лимбо
Лимбo (на латински: limbus - линия, край, граница) е термин, използван в средновековната католическа теология и обозначаващ състоянието или мястото на престой, което не е включено в ада, чистилището или рая.
В лимбо пребивават душите на онези, които не заслужават ад и вечни мъчения, но не могат да отидат в небесата по причини извън техния контрол. Вярва се, че душите на добродетелни хора, които са умрели преди идването на Исус Христос, както и душите на некръстените бебета са в лимбо. Концепцията за лимбо е широко разпространена в западната теология от 13 век.
В „Божествена комедия“ на Данте Алигиери лимбо е първият кръг на ада, където добродетелните нехристияни - философи, атеисти, поети и лекари пребивават с некръстените бебета.
В съвременната католическа теология, концепцията за лимбо е отхвърлена. Ватиканът стига до заключението, че доктрината за лимбо представлява „неподходящо ограничаващо виждане за спасението“, докато Бог е милостив и „желае спасение за всички хора“.